# 艾哈邁德·納瓦夫·艾哈邁德·薩巴赫

艾哈邁德·納瓦夫·艾哈邁德·薩巴赫

艾哈邁德·納瓦夫·艾哈邁德·薩巴赫（阿拉伯语：‎，1956年—），是科威特政治家和军事官员。2022年7月，他成为科威特总理。他是前任科威特埃米尔纳瓦夫·艾哈迈德·贾比尔·萨巴赫的长子。
他以中将军衔在内政部工作，然后于2014年退休，并于同年担任哈瓦利总督一职，他不止一次代表该国埃米尔。谢赫·米沙尔·艾哈迈德·贾比尔·萨巴赫担任王储一职后，国民警卫队副警长的职位空缺，他于2020年11月19日被任命为国民警卫军副警长，部长级，并继续担任该职位，直至2022年3月9日。